# Židovska smotra
Židovska smotra je bila hrvatski mjesečnik odnosno polumjesečnik iz Zagreba. 
Izlazile su od studenoga 1906. do 1916. godine.   Pokrenuli su ju cionistički Židovi. Kad je u Osijeku 1909. osnovano Zemaljsko udruženje cionista južnoslavenskih zemalja Austro-Ugarske, sjedište lista premješteno je u Osijek te je list ondje izlazio dvije godine.
Židovska smotra je bila židovsko glasilo, službeni list Zemaljskog udruženja cionista južnoslavenskih krajeva Austro-Ugarske. Bila je prvi židovski list na hrvatskom jeziku.
Izdavači su bili Herman Licht, zatim Cionističko društvo Theodor Herzl te Marko Bauer. Ratna zbivanja omela su izdavanje ovog lista. Na baštini ovog lista nastavio je izlaziti list Židov.
Uređivali su ju: 
- Herman Licht
- Edmund Fischer
- Marko Bauer
- Rikard Herzer